# Schack av Skylvalla
Schack av Skylvalla är ett nutida konventionellt namn på en svensk medeltida frälseätt som fått sitt namn efter sin vapensköld och från godset Skylvalla i Daga härad i Södermanland, beläget i Gåsinge socken, Gnesta kommun på en udde mellan Skylsjön och Trynsjön. Ätten utdog innan Sveriges Riddarhus grundades 1625, varför den aldrig introducerades där som adelsätt.
Vapen: Flera varianter; 1. kluven sköld, höger fält i rött, vänster fält silver med svarta schackrutor 2. Kluven sköld, vänster fält i rött, höger fält silver med svarta schackrutor 3. styckad sköld, övre delen röd, nedre delen i silver med svarta schackrutor. 

## Historia
Ätten är känd sedan 1372, och har utforskats av bland andra Jan Eric Almquist, Jan Raneke och Kaj Janzon.
Äldsta kända stamfadern var väpnaren Peter Torstensson djäkn, väpnare, nämnd 1372–1391. Peter Torstensson var underlagman i Södermanland 1372-1386 och 1383 häradshövding i Daga härad. Han bodde på Hällsta i Daga härad 1378–1386 och från 1386 på Skylvalla i samma härad.
Hans son Johan Petersson nämns 1404–1415 som bosatt på Skylvalla.

## Släktträd
Peter Torstensson djäkn
1. Johan Petersson. Gift med Kristina Torstensdotter
  1. Bengta Johansdotter. Gift l) med Karl Larsson (Björnlår), gift 2) Klaus Slaweka den yngre
  2. Peter Johansson till Sätuna.[2] Gift före 1449 med Margit Jönsdotter.
    1. Gjord Petersson, väpnare.[3] Gift med Margareta Ulfsdotter (Jacob Ulfssons ätt) [4]
      1. Måns Gjordsson
      2. Nils Gjordsson. Gift efter 1526 med Margareta ?Joensdotter.
        1. Bengt Nilsson
          1. Nils Bengtsson
          2. Johan Bengtsson
          3. Arent Bengtsson
          4. Elin Bengtsdotter
          5. Måns Bengtsson
          6. Åke Bengtsson
          7. Brita Bengtsdotter

        2. Erik Nilsson. Gift före 1556 med Filippa Larsdotter (Sparre av Rossvik), dotter till riksrådet och riksmarsken Lars Siggesson (Sparre) och Anna Lindormsdotter (Vinge)[5]
        3. Christoffer Nilsson
        4. Jöran Nilsson
        5. Brita Nilsdofter. Gift med Bengt Räf i Uppland

      3. Anna Gjordsdotter

    2. Knut Petersson till Sätuna. Gift med Lucia Olofsdotter  (Måbyätten, vingat svärd).[6] [7]
      1. Erik Knutsson 
        1. Per Eriksson
          1. Erik Persson
          2. Margareta Persdotter

      2. Kerstin Knutsdotter. Var gift 1511 med Erik Larsson (Kolhammarsätten)
      3. Anna Knutsdotter. Var 1490 nunna i Skokloster

  3. Torsten Johansson.

## Oklarheter kring Ulf Torstensson i Skiringe
Väpnaren Ulf Torstensson i Skiringe (Skänninge i Ärlinghundra härad) är nämnd 1460–1482, och har tidigare identifierats som son till ovan nämnde Torsten Johansson, vilket medeltidsgenealogen Kaj Janzon har tillbakavisat som en felaktig identifiering av Jan Eric Almquist vilken överförts av Jan Raneke till Svenska medeltidsvapen. Enligt Janzon var Ulf Torstenssons far Torsten Nilsson (Skiringeätten) som är nämnd 1396–1411 och förde ett vapen med tre spetsar från sidan,  Ulf Torstensson förde också ett vapen med tre spetsar från sidan vilket kan ses i ett gåvodokument skrivet på Skiringe, när han 1481 ger till S:t Andreas altare i Strängnäs domkyrka jord i Dunkers socken.